# عسلة (فلسطين)
عسلة  قرية من قرى الضفة الغربية وتتبع محافظة قلقيلية، ومن القرى التي وقعت في حرب 1967. تقع على حدود جدار الفصل العنصري. عدد سكان عسلة لا يتجاوز 1000 نسمه يعتمدون على الزراعة وتربية المواشي. فيها مدرسة مختلطة ويوجد بها مسجدان؛ المسجد الشرقي الكبير والمسجد القديم.